# 阿毘達磨發智論
《發智論》，又譯《發慧論》，也被稱為《智慧基本論》、《智安足處論》、《八犍度論》，佛教論書，作者為說一切有部迦旃延尼子，最初傳入漢地時曾誤解為十大弟子之一迦旃延所作。《發智論》是使說一切有部成為獨立教派的根本論書，因而更被稱為“身論”，其他與先上座部共通的論書則稱為“足論”。有人認為《發趣論》的地位與旨趣類似於此論書。

## 名稱
阿毘達磨發智論（梵文：Abhidharma Jñāna-prasthāna śāstra）：
- Abhidharma：阿毘達磨，對法，無比法；
- Jñāna：智；
- prasthāna：有趣向、趣入的意思，可譯為走向智慧的道路，因此稱為發智論；又有建立、安立的意思，可譯為建立智慧的基礎，即智慧基本論、智安足論。
  - 梵語：，對應到巴利語：，巴利論書《發趣論》即以Paṭṭhāna為書名;
- śāstra：論。

其內容分為八蘊即八章，也被稱為八犍度（梵文 skandha, 巴利文 khandha，即蘊，類聚的意思）。

## 版本
《發智論》最早是以背誦方式來傳播，也因此在不同地域中發展出不同的版本，不同誦本間有少許出入。
漢譯有兩本:
- 《阿毗曇八犍度論》30卷，苻秦僧伽提婆口授，竺佛念漢譯。苻秦建元十九年（383年）譯出。
- 《阿毘達磨發智論》20卷，唐朝玄奘三藏譯。

### 考證
根據日本學者山田龍城、西義雄、桝田善夫等的考證，此二本為異本異譯。玄奘譯《阿毘達磨發智論》，屬於正統迦濕彌羅系統的譯本；竺佛念譯《阿毗曇八犍度論》則是非迦濕彌羅系統如犍陀羅國西方師的誦本。

## 宗義
《發智論》否定了大眾部、法藏部和化地部等的核心宗義，《大毘婆沙論》稱它還否定了犢子部的「有補特伽羅」宗義，從而確立了說一切有部的新阿毘達磨體系。《發智論》對後來增編為《品類論》的《五法論》的心所法進行了細化，將在一切心中可得的十個心所歸為一類，不再計入善根、不善根、無記根，補入同無慚與無愧相對的慚與愧等等，受本論的影響最終形成了《界身論》、《品類論·辯七事品》和《大毘婆沙論》的新理論。《發智論》變革了源自先上座部而共通於犢子部的傳統九十八隨眠學說，提出了“異生修道”的劃時代理論創新。
毘婆沙宗論師將《發智論》等同於釋迦牟尼所說。《發智論》對佛教理論的發展演變有著極其深遠的影響。

## 章節
本論分八蘊（又稱犍度Skandha，相當於「章」），共四十四納息（又稱跋渠Varga，相當於「節」），涵蓋了阿毘達磨的幾乎所有論題。根據印順法師的研究，《發智論》的組織形式，與《舍利弗阿毘曇》及《施設論》有許多相同點，可以看出《發智論》的組織形式繼承了先上座部的傳統。
| 蘊     | 納息     | 攝頌                                                                                              |
| ------ | -------- | ------------------------------------------------------------------------------------------------- |
| 雜蘊   | 世第一法 | 世第一法七。頂二暖身見。十一見攝斷。此章願具說。                                                  |
| 雜蘊   | 智       | 一智識因緣。二心念祭祀。三根用過去。疑名句文身。 佛訶責六因。隨眠心及斷。因境斷識義。此章願具說。 |
| 雜蘊   | 補特伽羅 | 緣起緣息依。心依無有愛。心脫依界想。此章願具說。                                                  |
| 雜蘊   | 愛敬     | 愛養敬力滅。涅槃蘊究竟。取遍知三歸。此章願具說                                                    |
| 雜蘊   | 無慚     | 黑白二根心。掉悔惛睡夢。蓋無明不共。此章願具說。                                                  |
| 雜蘊   | 相       | 二三相同異。老死無常強。三相一剎那。此章願具說。                                                  |
| 雜蘊   | 無義     | 無義念無相。知法輪漏盡。多欲足滿養。此章願具說。                                                  |
| 雜蘊   | 思       | 思尋掉等別。愚知憍慢害。多行根性邪。此章願具說。                                                  |
| 結蘊   | 不善     | 三結等性熟。斷見有根繫。是在具成緣。此章願具說。                                                  |
| 結蘊   | 一行     | 結一行歷六。小大七攝有。依繫道遍知。此章願見說。                                                  |
| 結蘊   | 有情     | 頓漸繫離繫。果攝七成三。死生不六種。此章願具說。                                                  |
| 結蘊   | 十門     | 四十二隨增。二緣無間有。根成不知證。此章願具說。                                                  |
| 智蘊   | 覺支     | 八學十無學。見等覺道三。俗無漏見智。此章願具說。                                                  |
| 智蘊   | 五種     | 邪正見智五。左慧學等三。梵忍五惡見。此章願具說。                                                  |
| 智蘊   | 他心智   | 二智二解脫。明智三證淨。顛倒等持修。此章願具說。                                                  |
| 智蘊   | 修智     | 八智攝成修。相緣緣斷證。智知想七善。此章願具說。                                                  |
| 智蘊   | 七聖     | 七聖於五德。二成現三現。相應事四門。此章願具說。                                                  |
| 業蘊   | 惡行     | 三行對三根。及對十業道。三業對十道。九門業相攝。 身心受四句。三障體云何。何大罪大果。此章願具說。 |
| 業蘊   | 邪語     | 三邪正一異。三惡行曲等。妙淨默相攝。非理等六句。 業得果三世。八句異熟果。五業非前後。此章願具說。 |
| 業蘊   | 害生     | 害生命四種。二熟二防護。身及業成就。雜染果異熟。 不善顛倒等。繫不繫成就。命終受生處。此章願具說。 |
| 業蘊   | 表無表   | 表無表總別。四性三世成。業果界是非。有漏等學等。 身戒與心慧。總別修不修。戒類三世成。此章願具說。 |
| 業蘊   | 自業     | 自業義世成。對異熟成墮。智謀害留捨。心亂纏佛教。 書數算印詩。世間工業處。成就學等戒。此章願具說。 |
| 大種蘊 | 大造     | 大種所造處。幾四二五三。大造成不成。成大對造四。 唯成所造四。大種等七種。依定滅住果。此章願具說。 |
| 大種蘊 | 緣       | 大造心處根。相對緣有幾。相應造三世。世界辯成緣。 大種與造色。界世為同異。四體攝識門。此章願具說。 |
| 大種蘊 | 具見     | 六色何大造。三色孰為因。化九中有七。世劫心三分。 緣因緣各四。無色除色想。互攝四七九。此章願具說。 |
| 大種蘊 | 執受     | 十七對幾緣。對自他有八。唯對他有九。八何義內外。 八門受相攝。九位十五門。現在未來修。此章願具說。 |
| 根蘊   | 根       | 根學善等三。異熟三六斷。見等有尋等。受相應界繫。 因緣四凡聖。蘊攝七攝三。為緣生幾緣。此章願具說。 |
| 根蘊   | 有       | 得一遍知三。沙門果九節。四智法類智。緣相應五門。 學無學根得。無間證四果。幾根斷滅起。此章願具說。 |
| 根蘊   | 觸       | 十六觸相攝。根相應成就。遍知滅作證。此章願具說。                                                  |
| 根蘊   | 心       | 等心壽二定。無想攝相應。界死生涅槃。此章願具說。                                                  |
| 根蘊   | 一心     | 相應緣不離。不修修得根。捨得未知根。五門辯二智。 初盡無生智。盡無生所緣。七正互相應。此章願具說。 |
| 根蘊   | 魚       | 總三世成就。不成就亦然。善等根為因。此章願具說。                                                  |
| 根蘊   | 因緣     | 五三四四八。八八八四門。辯根因所緣。此章願具說。                                                  |
| 定蘊   | 得       | 五得四起支。味入生無量。斷結受果處。此章願具說。                                                  |
| 定蘊   | 緣       | 八味淨無漏。成不成得捨。退修初入緣。此章願具說。                                                  |
| 定蘊   | 攝       | 攝可得相應。成不得捨退。頓漸滅依定。此章願具說。                                                  |
| 定蘊   | 不還     | 不還學無學。順逆住極二。菩薩記願智。無諍四雙別。 住斷法調伏。法隨法及行。法輪正法世。此章願具說。 |
| 定蘊   | 一行     | 一行六七修。斷正性二智。二樂異二起。相定出定聞。 定不定覺支。斷知天眼耳。退得五通果。此章願具說。 |
| 見蘊   | 念住     | 念住有六門。如實知有八。貪瞋癡增減。死受涅槃心。 弟子先涅槃。佛涅槃出定。四有三有行。此章願具說。 |
| 見蘊   | 三有     | 三有隨眠想。六尋明無明。對因等有無。此章願具說。                                                  |
| 見蘊   | 想       | 想心知等四。無緣法見疑。因道等攝三。此章願具說。                                                  |
| 見蘊   | 智       | 智斷厭離修。緣觸慢業事。攝餘攝一切。此章願具說。                                                  |
| 見蘊   | 見       | 邪斷邪常見。戒邪戒邪常。六見五涅槃。九慢類常見。 迷執自他作。悟則二非有。具慢及得等。此章願具說。 |
| 見蘊   | 伽他     | 見梵父勝網。車本信流轉。母王慧脫根。此章願具勝。                                                  |

## 後世研究
本論引用的幾段契經，在無著《大乘阿毗達磨集論》中，被列為五種需要秘密決擇的內容。無著以「轉變秘密」來解釋這些契經，認為不能以字面來加以解釋，印順法師認為，這反映了，在無著、世親時，「以欲離欲」的無上瑜伽雙身法已經開始流行，但正常佛法中尚不能容忍，因此無著以秘密的不了義說來解釋。